# پاییز (فیلم ۱۹۳۰)
پاییز (به انگلیسی: Autumn) پویانمایی کوتاه والت دیزنی در مجموعه سمفونی احمقانه که در سال ۱۹۳۰ میلادی اکران شد.